# Bart Schols
Bart Schols (Aarschot, 12 maart 1974) is een Vlaams verslaggever bij Het Journaal (VRT). 

## Levensloop
Hij studeerde aanvankelijk psychologie in Leuven en combineerde zijn studies met basketbal in tweede klasse.
In 2000 ging hij naar de Olympische Spelen in Sydney en daar ontmoette hij sportanker Stefaan Lammens. Enige tijd nadien deed hij mee aan de toelatingsproeven bij de VRT en zo kwam hij bij de redactie van het sportjournaal terecht. Als reporter en presentator deed hij ervaring op bij het regionale ROB TV. In juni 2004 werd hij sportanker. Eind 2009 maakte hij de overstap naar de nieuwsdienst.
Hij presenteerde in augustus 2008 vanuit Brussel de Olympische Spelen in Peking. Dat deed hij van 4 uur in de ochtend tot de middag, waarna hij werd afgelost door Karl Vannieuwkerke.
Hij is ook actief op Radio 1, waar hij Sporza Radio presenteert.
Van het voorjaar van 2012 tot eind juni 2013 presenteerde hij de sportrubriek in De zevende dag. Vanaf september 2012 presenteerde Schols Vandaag op Radio 1, afwisselend met Annelies Beck. Sedert 12 september 2013 presenteert hij - ter vervanging van Jan Becaus - ook Het Journaal.
Sinds augustus 2015 is hij de presentator van het actualiteitsprogramma op Canvas, De Afspraak, waardoor hij de twee andere functies bij de VRT opgaf. Aanvankelijk presenteerde hij dat programma elke werkdag, vanaf 2016 is dat van maandag tot en met donderdag; op vrijdag neemt Ivan De Vadder over.
Schols is naast verslaggever ook uitbater van een cafetaria bij een sporthal in Aarschot.